# زندان کمیته مشترک ضدخرابکاری

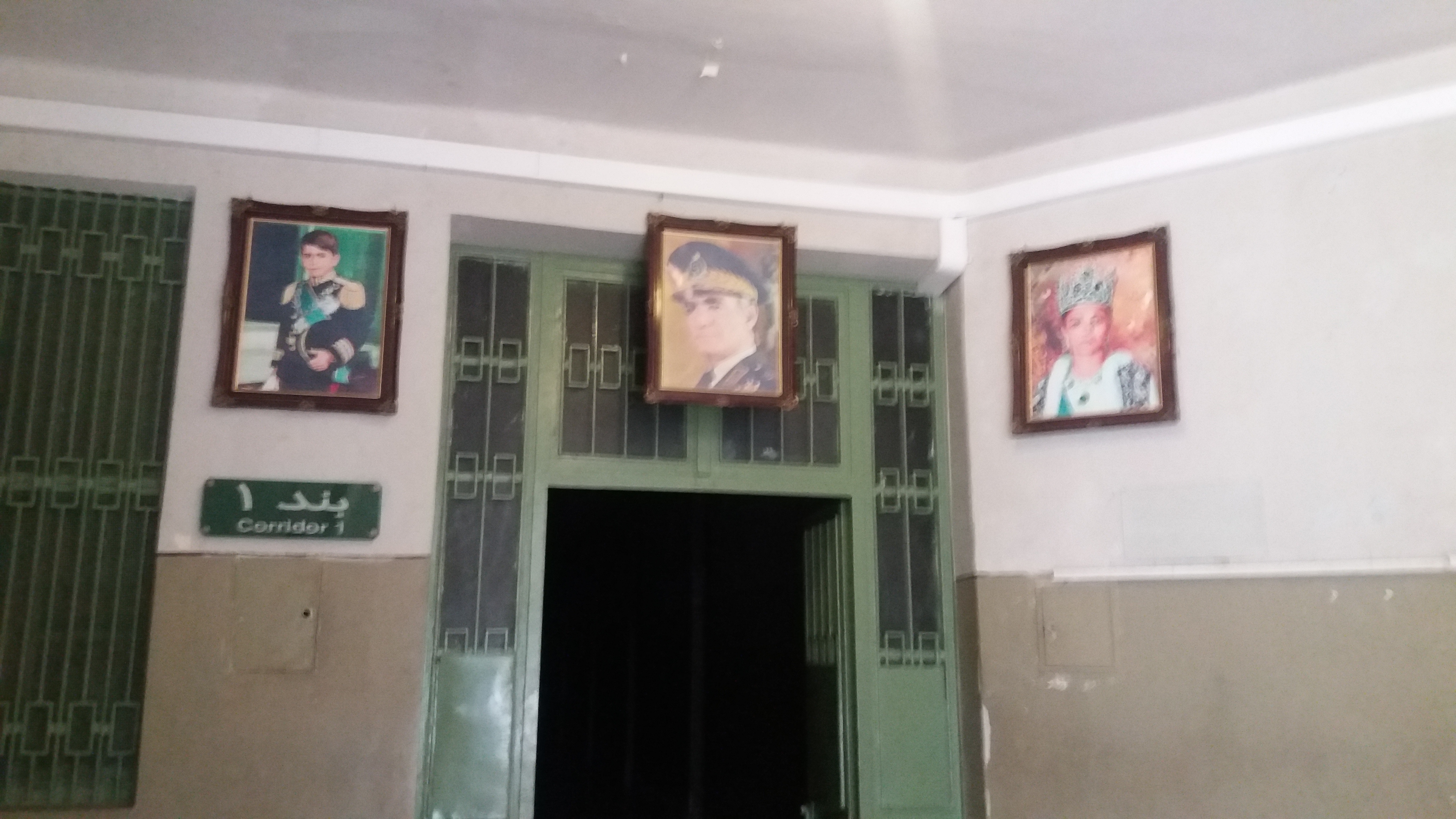
ورودی بند ۱

موزه عبرت ساختمانی در محوطه باغ ملی تهران است که از سال ۱۳۱۶ در زمان حکومت پهلوی توقیفگاه، زندان موقت شهربانی، زندان زنان و بعد زندان کمیتهٔ مشترک ضد خرابکاری نام گرفت. این زندان توسط ساواک برای بازجویی و شکنجه مخالفان حکومت پهلوی مورد استفاده بود. حدود ۸ هزار و ۴۴۲ زندانی که از سال ۵۰ تا ۵۷ در این زندان بوده‌است. از جمله زندانیان معروف این زندان در آن زمان سید محمود طالقانی، سید علی خامنه‌ای و محمدعلی رجایی،محمدجواد باهنر،مرتضی مطهری و سید محمد بهشتی بوده اند.
پس از انقلاب تا سال ۱۳۷۹ این مجموعه همچنان کاربری پیشین خود را حفظ کرد. از جمله در سال ۱۳۶۹ بیست و سه نفر از امضاکنندگان نامهٔ ۹۰ امضایی در آن بازجویی شدند که برخی از آنان در کتاب (در مهمانی حاج آقا) بازجویی‌ها و شکنجه‌ها را شرح داده‌اند. این زندان سرانجام در سال ۱۳۷۹ تعطیل و تبدیل به موزهٔ عبرت ایران شد.

## تأسیس

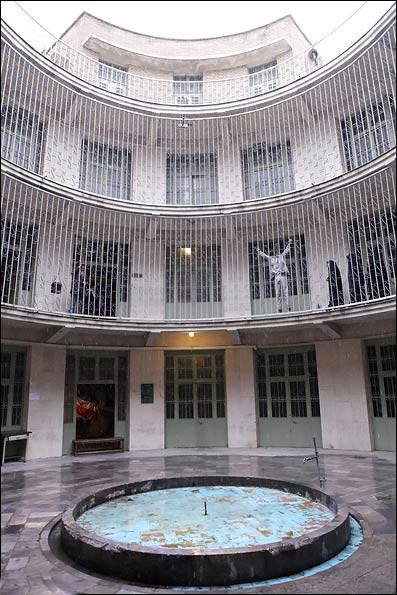
محوطه اصلی ساختمان

عملیات احداث این بنا در دوران رضاشاه پهلوی در سال ۱۳۱۱ توسط مهندسان آلمانی آغاز و در سال ۱۳۱۶ تکمیل گردید و به عنوان نخستین زندان مدرن در ایران با عنوان توقیفگاه شروع به کار کرد. بعدها این محل تحت عنوان‌ها زندان موقت شهربانی و زندان زنان نیز استفاده شد.

## زندان کمیتهٔ مشترک

بازدید محمدرضا شاه از زندان کمیتهٔ مشترک ضد خرابکاری

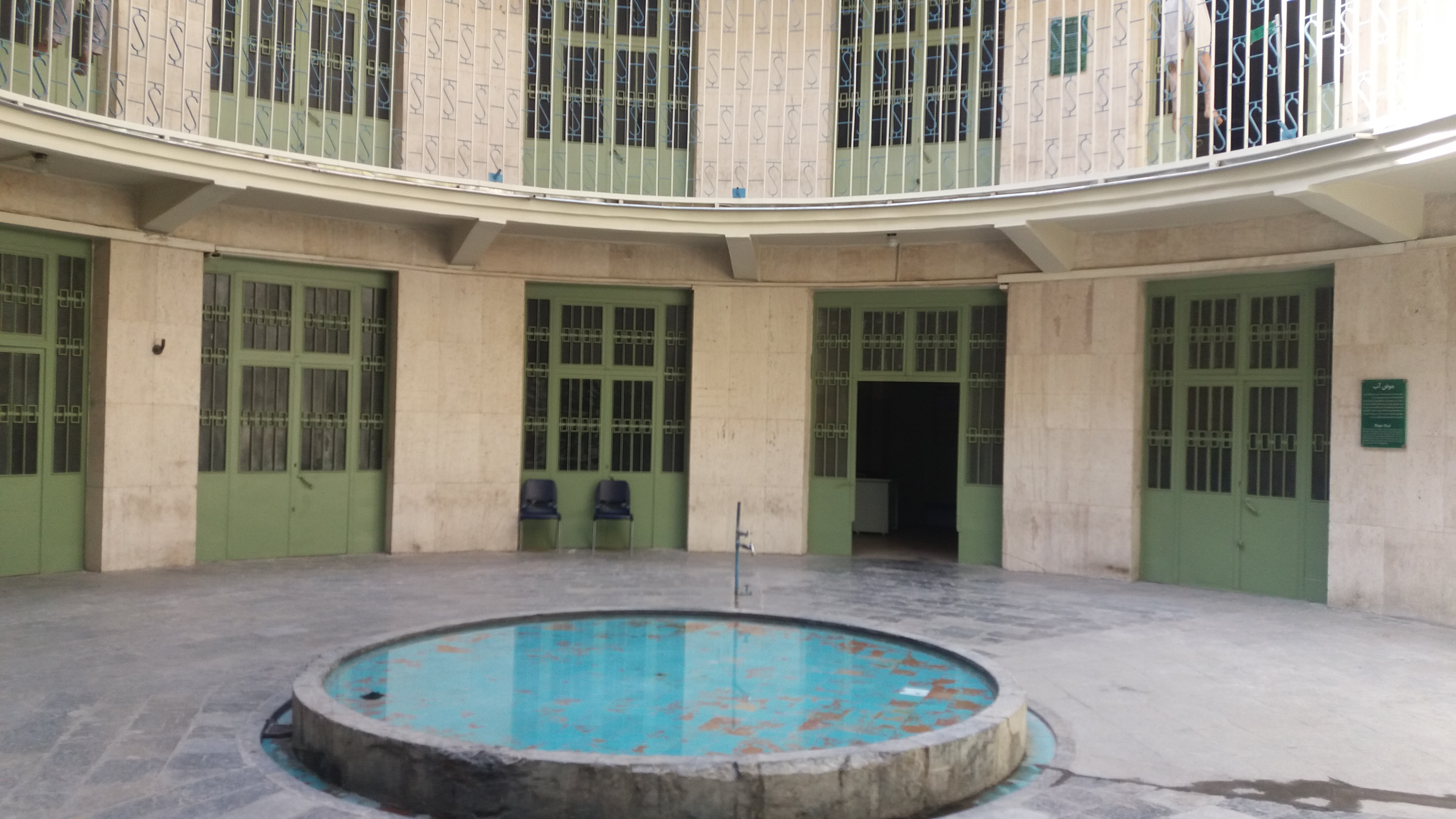
محوطهٔ طبقهٔ همکف موزهٔ عبرت ایران

در پی دستور محمدرضا شاه پهلوی، کمیته مشترک ضد خرابکاری (ساواک – شهربانی) در تاریخ چهارم بهمن ماه ۱۳۵۰ تأسیس گردید. در دوران محمد رضا پهلوی این زندان از سوی سازمان‌ها مختلف امنیتی و انتظامی خصوصاً ساواک و کمیتهٔ مشترک ضدخرابکاری جهت بازداشت و زندانیان سیاسی مورد استفاده قرار می‌گرفت.
اعضای حزب ملل اسلامی بجنوردی، ابوالقاسم سرحدی‌زاده، محمدی، کیوان، محمد میرمحمد صادقی و ابن رضا به عنوان اولین دستهٔ زندانی‌های سیاسی به این زندان منتقل شدند.

## آزار جنسی
آزار جنسی زندانیان معمولا در مراحل پیشرفته بازجویی صورت می‌پذیرفته، از آنجایی که شیوه‌های شکنجه بسیار مشابه زندان‌های امنیتی برخی رژیم‌های دیکتاتوری در آمریکای لاتین بود تفاوتی در شکنجه جنسی میان زنان و مردان قائل نمی‌شد. در میان شکنجه شدگان، گزارش‌های مکرری از تجاوز جنسی به زنان، آزار جنسی از طریق اجسام سخت و تحقیر های جنسی وجود دارد. اطلاعاتی از اینکه شکنجه گران میان زندانیان چپ و اسلام‌گرا تفاوتی قائل می‌شدند وجود ندارد اما عمده خاطرات منتشر شده از سوی زندانیان چپ‌گرا بوده است. ویدا حاجبی و اشرف دهقانی از جمله کسانی هستند که به این نوع شکنجه‌ها اشاره کرده‌اند. البته به ادعای طاهره سجادی، از جمله زندانیان زن کمیته مشترک، ساواک در سال‌های آخر منتهی به انقلاب ۱۳۵۷ شکنجه‌های جنسی را لغو یا کاهش داد.

## بخش‌های زندان

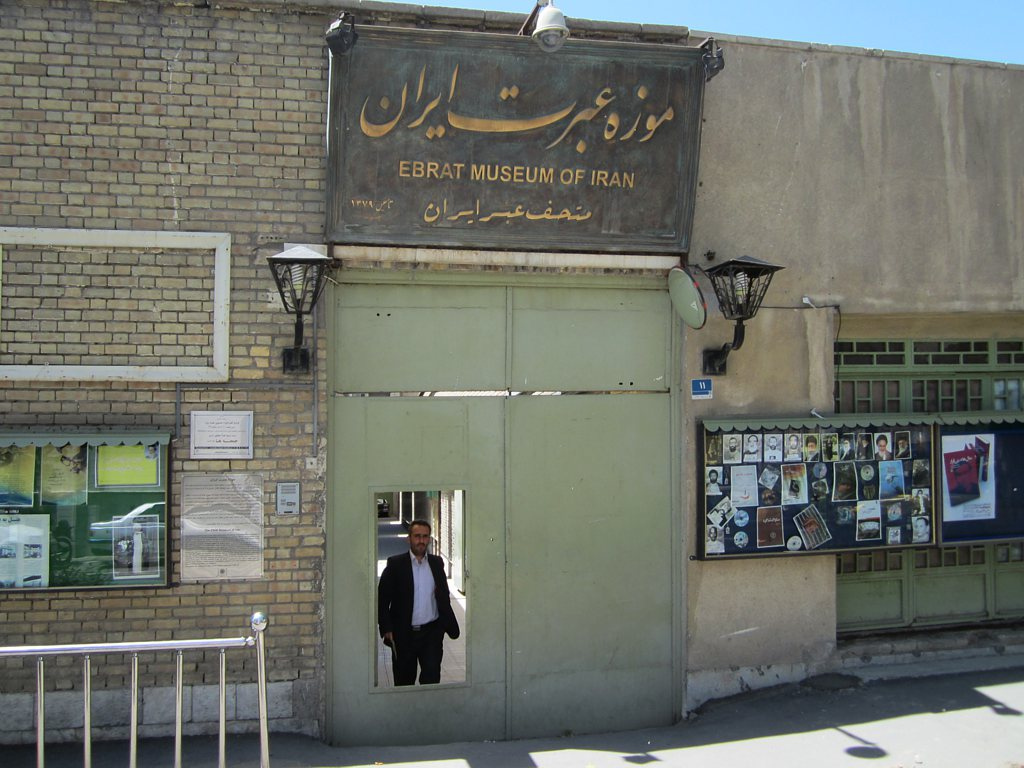
در ورودی موزه

### اتاق نگهداری البسه
در بدو ورود به زندان لباس و کلیهٔ لوازم زندانیان در این قسمت تحویل گرفته می‌شد.
سپس تمامی لباس  های قبلی زندانی را اتش زده 
و هنگام خروج ان را با همان لباس ها بیرون می‌کردند.
"رضا اله کرم پور"

### محوطهٔ اصلی
فضایی دایره‌ای شکل که کلیهٔ راهروها در هر سه طبقه بدان ختم می‌شود.

### بندهای انفرادی و عمومی
شش راهرو بند که شامل سلول‌های انفرادی و عمومی هستند.

### محل ملاقات زندانیان
فضایی که در دو سوی آن تورهای حفاظتی قرار داشته و در موارد استثنایی زندانی و خانواده‌اش در دو سوی آن با یکدیگر گفت‌وگو می‌کردند.

## فهرست تعدادی از بازداشت‌شدگان در این زندان در زمان حکومت پهلوی
- صفر قهرمانیان (رکورد در مدت زندانی سیاسی ایران)[نیازمند منبع]
- علی اصغر آشنا
- سید علی خامنه‌ای
- اکبر هاشمی رفسنجانی
- عطاءالله اشرفی اصفهانی
- علی شریعتی
- محمدعلی رجایی
- محمد علی‌نژاد سارخانی
- محمدجواد باهنر
- سید محمد بهشتی
- مهدی عراقی
- علی قدوسی
- سید احمد کاشانی
- اسدالله لاجوردی
- عزت شاهی
- مرضیه حدیدچی
- محمدرضا مهدوی کنی
- علی شریعتمداری
- احمد مفتی زاده
- سید محمود طالقانی
- حبیب‌الله عسگراولادی
- خسرو گلسرخی
- منصور یاقوتی
- محسن علوی
- کرامت دانشیان
- یحیی رحیمی
- مرتضی لبافی‌نژاد
- پرویز شهریاری
- مسعود رجوی
- اشرف ربیعی
- موسی خیابانی
- حسین شریعتمداری

## بازداشتگاه توحید
پس از انقلاب این مجموعه همچنان کاربری پیشین خود را حفظ کرد. از جمله در سال ۱۳۶۹ بیست و سه نفر از امضاکنندگان نامهٔ ۹۰ امضایی در آن بازجویی شدند که برخی از آنان در کتاب خاطراتی (در مهمانی حاج آقا) بازجویی‌های تحت فشار و شکنجه را شرح داده‌اند.

## موزهٔ عبرت ایران
این زندان سرانجام در سال ۱۳۷۹ تعطیل و تبدیل به موزهٔ عبرت ایران شد که گوشه‌ای از شکنجه‌ها و شکنجه‌گران و شکنجه‌شوندگان زمان پهلوی را بازسازی می‌کند. این موزه با حضور سید محمد خاتمی افتتاح شد.

## حاشیه‌ها
در سال ۱۳۸۹ عکس زندانیانی از جمله اکبر هاشمی رفسنجانی از این موزه برداشته شد که واکنش‌هایی را برانگیخت.
همچنین عکس سید محمد خاتمی هنگام بازدید از یک ماکت شکنجه در موزهٔ عبرت، توسط مجاهدین خلق مورد استفاده قرار گرفت و چنین وانمود شد که خاتمی مشغول تماشای شکنجهٔ یک انسان واقعی است. چندی بعد نیز یکی از نمایندگان سنی پارلمان عراق مدعی شد که فرد در حال شکنجه از سنی مذهب‌های عراق است و شکنجه‌گران نیز افراد نوری مالکی هستند.

## نگارخانه

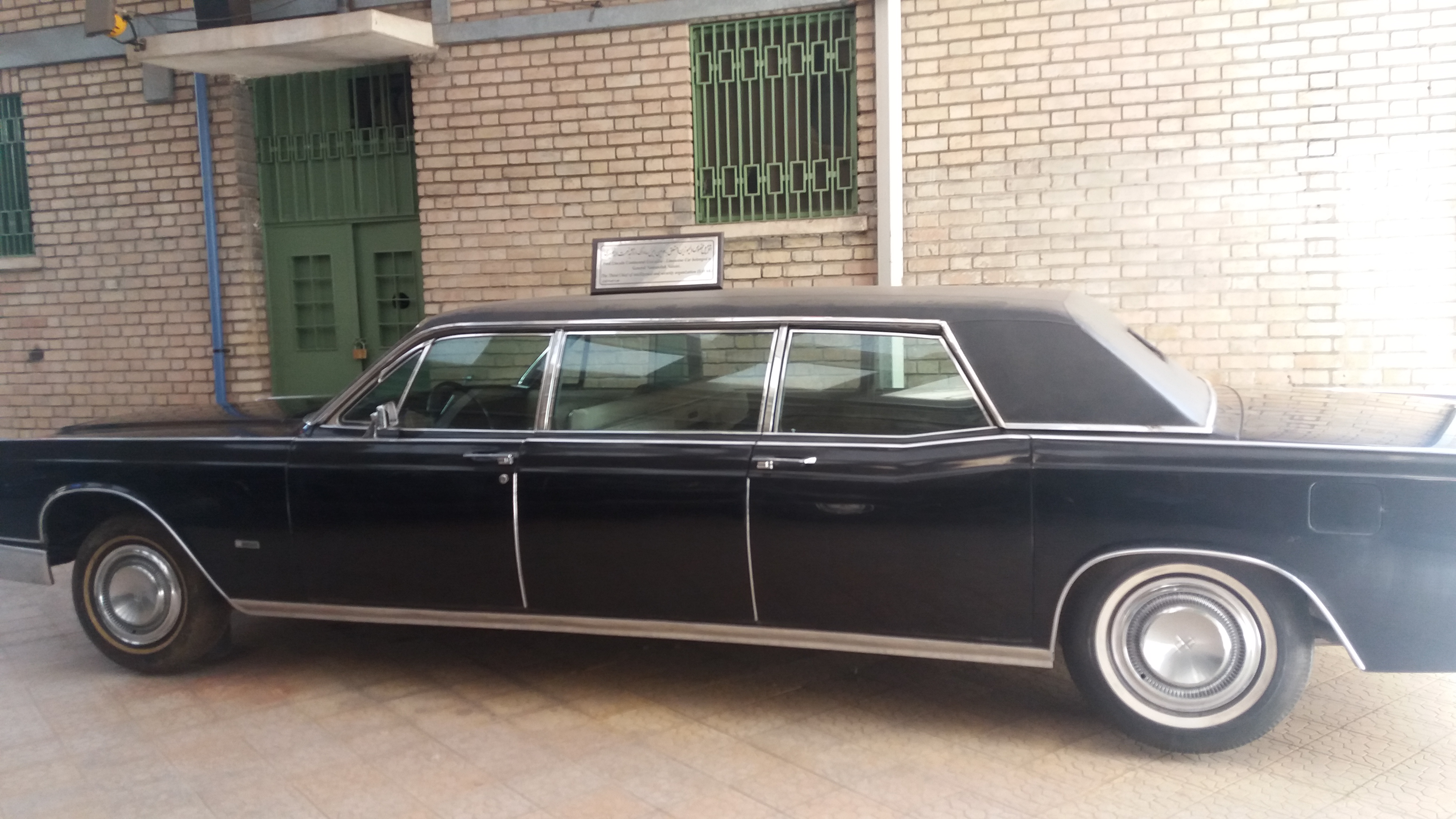
اتوموبیل مخصوص (لیموزین) متعلق به سومین رئیس ساواک، ارتشبد نعمت‌الله نصیری
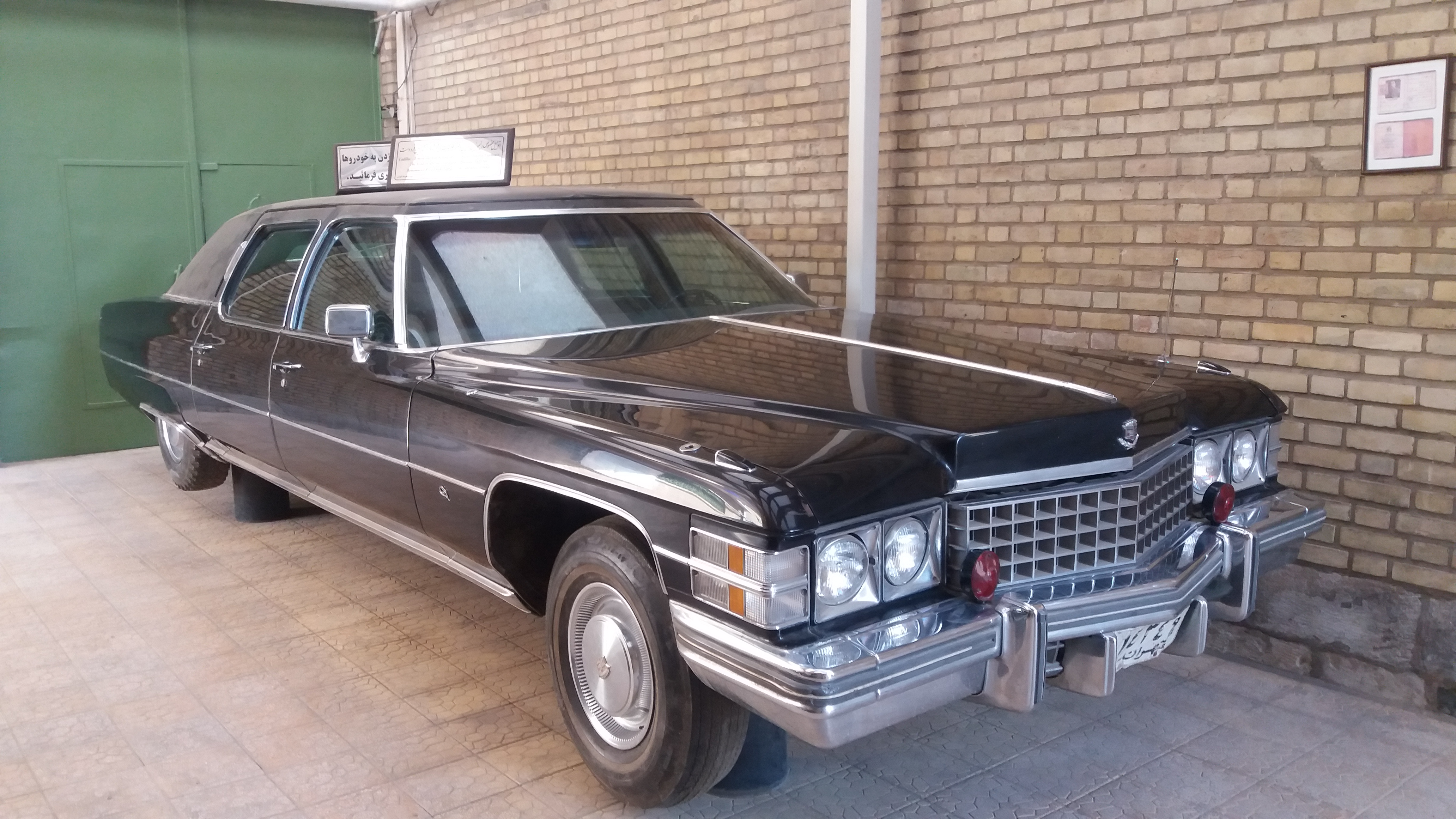
اتوموبیل مخصوص (لیموزین) رئیس دفتر اطلاعات ویژه شاه ایران، ارتشبد حسین فردوست

## همچنین ببینید
- زندان اوین